# Куимвиска
Куимвиска — река в России, протекает в Ненецком автономном округе. Устье реки находится в 31 км по левому берегу реки Нерута. Длина реки составляет 16 км.

## Данные водного реестра
В данных государственного водного реестра России название реки не определено, относится к Двинско-Печорскому бассейновому округу, водохозяйственный участок — реки бассейна Баренцева моря от восточной границы бассейна р. Печора до восточной границы бассейна р. Большой Ою. Речной подбассейн реки — подбассейн отсутствует. Речной бассейн реки — бассейны рек междуречья Печоры и Оби, впадающие в Баренцево море.
Код объекта в государственном водном реестре — 03060000112103000084999.